# Museu de Mineralogia Professor Djalma Guimarães
O Museu de Mineralogia Professor Djalma Guimarães, é um museu brasileiro que trata da mineralogia mineira e mundial. Localiza-se na Praça da Liberdade em Belo Horizonte, e até 2010 estava instalado em um dos prédios com mais características pós-modernas da cidade, apelidado de "Rainha da Sucata". O prédio foi projetado pelos arquitetos Sylvio de Podestá e Éolo Maia. A primeira vista destoa totalmente das construções que se encontram no complexo cultural da Praça da Liberdade. Aliando diversos materiais tipicamente mineiros como cerâmica, cimento e aço, a construção choca quem a vê por ser extremamente esfuziante e aliar formas geométricas que aparentemente não se comunicam entre si.
O museu, foi criado pelo prefeito Oswaldo Pieruccetti em 1974 e implantado com a colaboração da administração do Estado de Minas Gerais, que cedeu o acervo da antiga Feira Permanente de Amostras.
Até 1992, o MMPDG funcionou na Rua da Bahia, esquina com Avenida Augusto de Lima, onde funciona hoje o Centro de Cultura Belo Horizonte. Em junho de 2000, foi reinaugurado através de esforços conjuntos da prefeitura de Belo Horizonte, por intermédio da Secretaria Municipal de Cultura, da Secretaria Estadual de Minas e Energia e da COMIG, como parte integrante do memorial da mineração. Em 2010, o museu passou a integrar o Museu das Minas e do Metal, criado na mesma Praça da Liberdade.
O acervo conta com cerca de mil amostras expostas, de um conjunto total de três mil, sendo 70 a 80% dele procedentes de Minas Gerais, cerca de 10 a 15% de outros estados, e o restante de outros países.